# Pfarrkirche Micheldorf

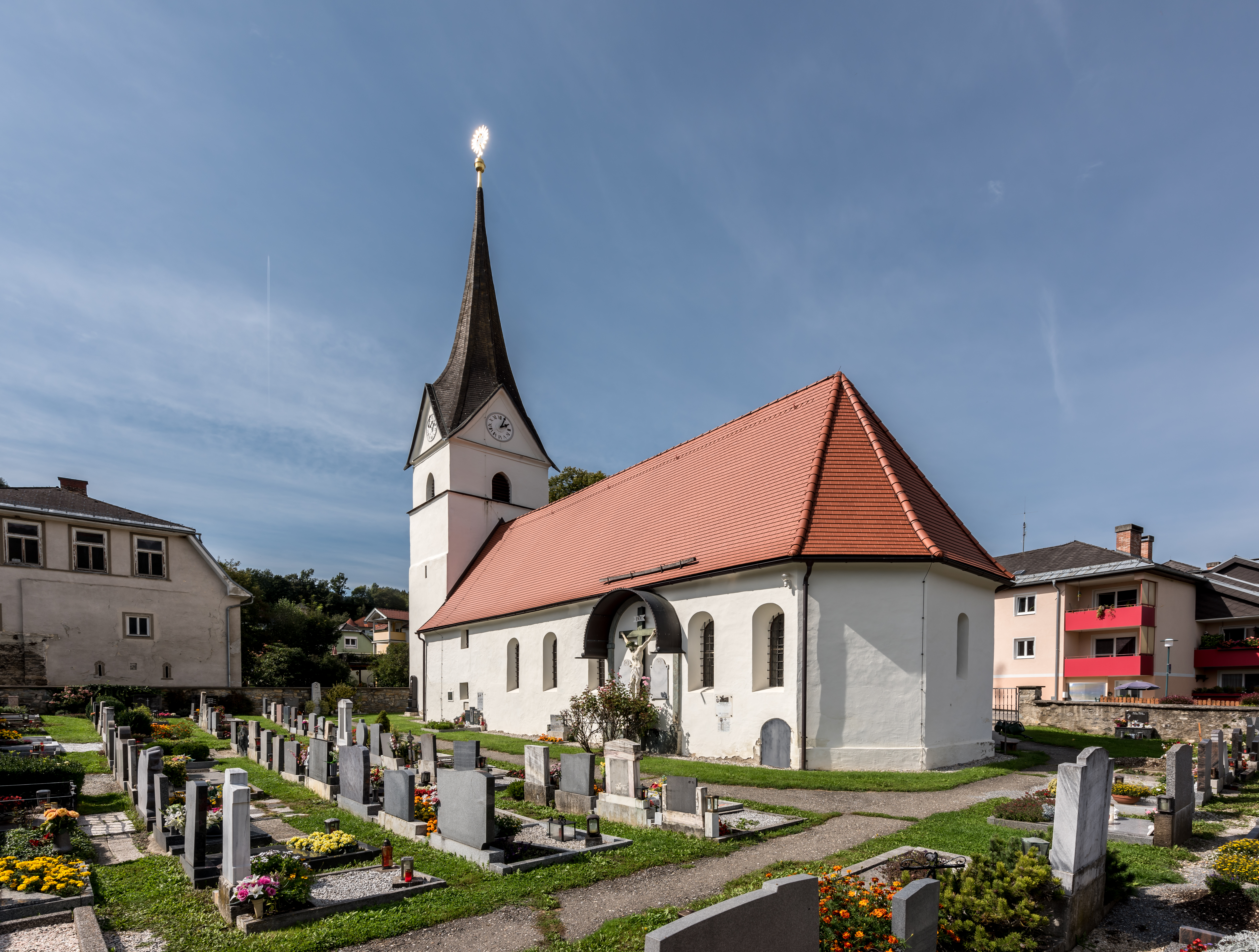
Kirche und Friedhof

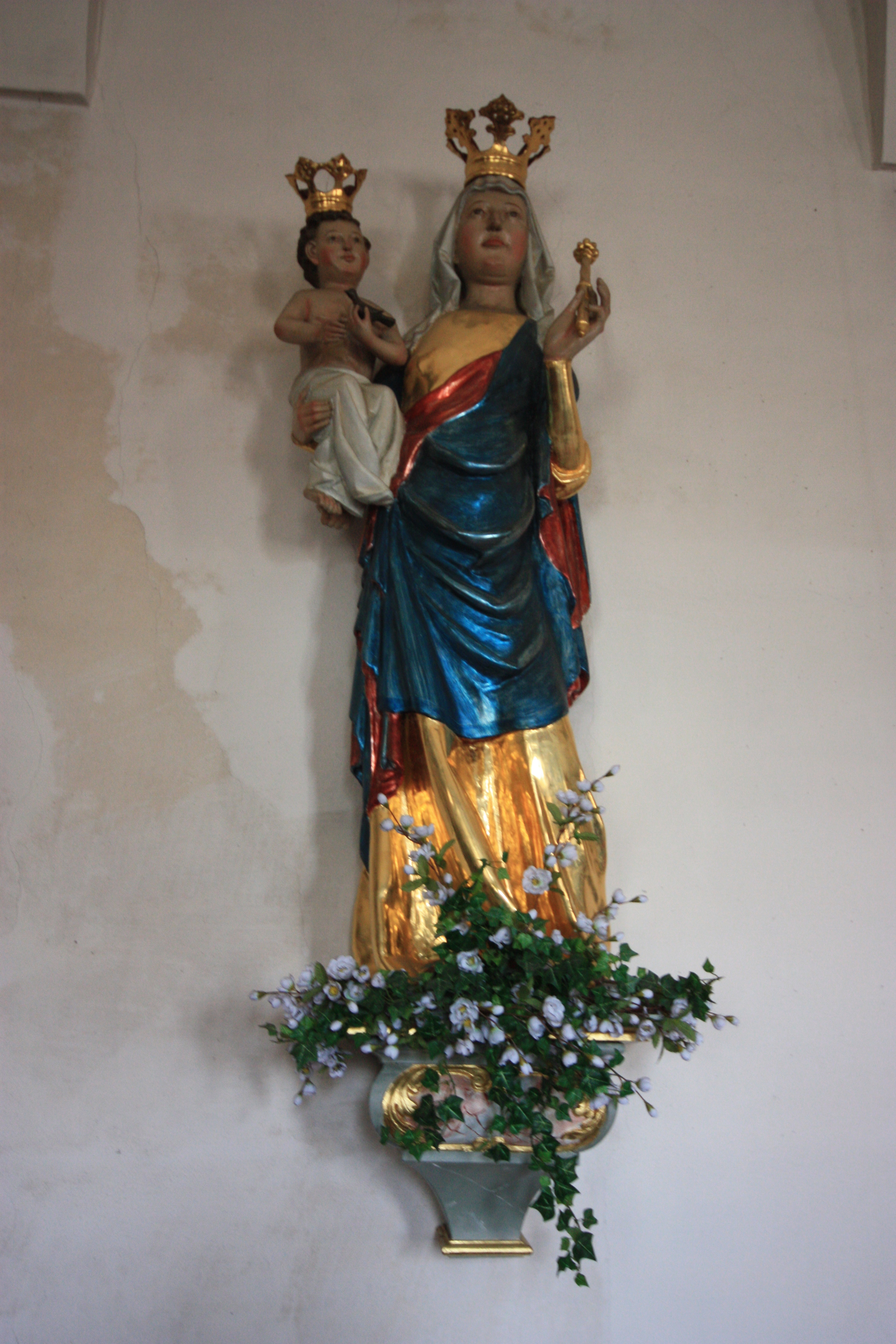
Gotische Madonna

Die römisch-katholische Pfarrkirche Micheldorf ist eine dem heiligen Veit geweihte Kirche im Gemeindehauptort Micheldorf im Bezirk Sankt Veit an der Glan, Kärnten. Die erste urkundliche Erwähnung einer Kirche in Micheldorf stammt von 783 / 785. Eine Kirchweihe fand zwischen 1131 und 1167 statt. Der ursprüngliche Pfarrsitz war bei der von der heiligen Hemma 1043 gestifteten Eigenkirche am Lorenzenberg.

## Baugeschichte
Der in den Mauern des Langhauses romanische Bau wurde im 18. und 19. Jahrhundert verändert. Der mit einem Spitzgiebelhelm bekrönte gotische Westturm ist mit 1447 bezeichnet. Die Vorhalle im Turmerdgeschoß ist kreuzgratgewölbt.
Das Tonnengewölbe im Langhaus weist Stichkappen und Deckengemälde in Stuckmedaillons auf. Die Deckengemälde mit den Darstellungen der Madonna, des Erzengels Michael und des Königs David schuf 1869 Primus Haberl. An der Westwand des Langhauses sind Freskenreste aus dem 14. Jahrhundert erhalten. Der Chor mit Pilastergliederung und Halbkreisschluss stammt aus dem 19. Jahrhundert. Von der Langhausnordwand führt ein spätgotisches Spitzbogenportal in die Sakristei.

## Einrichtung
Der barocke Hochaltar von 1643 besteht aus einer kleinen Ädikula über hohem Sockel, seitlichen Konsolen und Opfergangsportalen sowie einem gesprengten Segmentgiebel mit einer Rundbogennische als Aufsatz. Das Altarblatt aus der Mitte des 17. Jahrhunderts zeigt das Martyrium des heiligen Veit. Auf den Konsolen stehen die Figuren der Heiligen Modestus und Martin. Über den Opfergangsportalen stehen die um 1780 entstandenen Statuen der Heiligen Georg und Florian. Die Aufsatznische birgt eine Statuette des heiligen Vitus aus dem zweiten Viertel des 15. Jahrhunderts.
Der linke Seitenaltar von 1655 setzt sich aus einer Ädikula über einem Sockel und einer kleinen Knorpelwerkskartusche mit zwei kleinen Figuren als Aufsatz zusammen. Am Altarblatt aus der Mitte des 17. Jahrhunderts ist der heilige Sebastian zwischen den heiligen Florian und Rochus wiedergegeben. Die Statuen im Aufsatz symbolisieren die christlichen Tugenden Glaube und Liebe.
Die 1787 von Johann Georg Hittinger geschaffene Kanzel wurde von Johannes Strobl gefasst. Das Relief am Kanzelkorb stellt den Sämann mit dem Teufel dar.
An der Chornordwand steht eine große gotische Madonnenfigur aus der Mitte des 14. Jahrhunderts.
Zur weiteren Ausstattung der Kirche zählen ein niederländisches Ölgemälde aus dem zweiten Drittel des 17. Jahrhunderts mit der Darstellung der Salome mit dem Haupt des Johannes, gemalte Kreuzwegstationen aus dem 19. Jahrhundert sowie ein spätgotischer Taufstein.

## Sonstiges
In der Friedhofsmauer befindet sich eine römerzeitliche Grabinschrift für Dripponius Maximus, Iunia Bateia, den Gemeinderat von Virunum C. Maximus Iunianus und Dripponia Suadra.